# Gerd Sievers
Gerd Sievers (* 1915; † 19. März 1999) war ein deutscher Musikwissenschaftler und Verlagslektor.
Sievers ist vor allem für seine Max-Reger-Forschung sowie für die Mitherausgabe der 6. Auflage des Köchelverzeichnisses bekannt. Mit zahlreichen Änderungen gegenüber der von Alfred Einstein bearbeiteten 3.(–5.) Auflage wurden hier neue Erkenntnisse über Mozarts Schaffen – die Chronologie der Werkentstehung und der Zusammenhang einzelner Werke – berücksichtigt. 
Sievers war von 1961 bis zu seinem Tod Mitglied des Kuratoriums des Max-Reger-Instituts. Er war seit 1955 verheiratet mit der Musikverlegerin Lieselotte Sievers, der geschäftsführenden Gesellschafterin des Verlags Breitkopf & Härtel.

## Werke in Auswahl
- Max Reger zum 50. Todestag am 11. Mai 1966 (mit Ottmar Schreiber)
- Die Kanon-Kanone  (mit Hellmuth von Hase), Breitkopf & Härtel (1957)
- Chronologisch-thematisches Verzeichnis sämtlicher Tonwerke Wolfgang Amadeus Mozarts. Köchel-Verzeichnis (mit Franz Giegling und Alexander Weinmann), Breitkopf & Härtel 1964. ISBN 3765100196
- Die Grundlagen Hugo Riemanns bei Max Reger, Breitkopf u. Härtel 1967
- Ex Deo nascimur. Festschrift zum 75. Geburtstag von Johann Nepomuk David. Werkverzeichnis  (als Herausgeber), Breitkopf & Härtel 1970